# 孫昱
孫昱（1417年—？），字廷昭，山東兖州府濟寧州人，官籍。明朝政治人物。進士出身。

## 生平
山東鄉試第十二名。正統十三年（1448年）戊辰科會試第一百四十八名，殿試登進士第三甲第二十八名，除工科給事中，天順五年陞山西右參議。

## 家族
曾祖孫元成。祖父孫仲義。父亲孫永，曾任前戶部主事。